# راي كيلر
راي كيلر (بالإنجليزية: Ray Keeler)‏ هو لاعب كرة قدم أمريكية أمريكي، ولد في 24 أبريل 1891 في Bagley, Wisconsin ‏ في الولايات المتحدة، وتوفي في 8 نوفمبر 1945.